# Donald E. Wilkes Jr.
Donald E. Wilkes Jr. (Daytona Beach, Flórida, Estados Unidos, 30 de Julho de 1944) é um autor e acadêmico estadunidense. É professor de direito na Faculdade de Direito da Universidade da Georgia.
Graduado na Universidade da Flórida (B.A., 1965; J.D., 1969). Wilkes tornou-se professor de direito da Universidade da Geórgia, em 1971, cargo que ocupou desde então. Tem sido membro da Ordem Estado da Geórgia desde 1972 e em 1975-1976 era um companheiro em Direito e Ciências Humanas da Harvard Law School.
Um autoridade na lei da habeas corpus, o trabalho de Wilkes, State Postconviction Remedies and Relief Handbook, foi citado pela Suprema Corte dos Estados Unidos no caso Wall v. Kholi 131 S.Ct. 1278 (2011, Estados Unidos).
Wilkes é creditado com a introdução do termo Novo Federalismo [en] em relação ao processo penal nos Estados Unidos em uma série de ensaios no Kentucky law Journal na metade da década de 1970.